# Sant Roc de Bausen
La capella de Sant Roc —o Sant Ròc— és una ermita del segle xviii, situada al poble Bausen, dins el municipi del mateix nom, al terçó de Quate Lòcs de la Vall d'Aran. És un monument inclòs en l'Inventari del Patrimoni Arquitectònic de Catalunya.

## Descripció
La capella o ermita és una petita edificació eclesiàstica dedicara al culte que es troba al carrer Major de la localitat, als afores, en direcció a llevant. Està formada per una única nau de planta rectangular i capçalera plana amb contraforts; els murs són de pedra, amb una capa d'arrebossat i pintada de blanc. Presenta un campanar d'espadanya d'estil francès —de fusta i amb coberta— amb una campana a l'interior, del segle xix o inicis del xx.